# Målskillnad
Målskillnad (på engelska goal difference) är en sportterm främst inom lagsport som fotboll och används för att avgöra den inbördes placeringen av lagen i en serie då ett eller flera lag har lika många poäng. Målskillnad beräknas genom skillnaden mellan ett lags totala antal gjorda mål med dess totala antal insläppta mål. Ett lag som har gjort 24 mål och släppt in 20 har en målskillnad på +4 (24 minus 20). Vid lika antal poäng placeras det lag med den större målskillnaden först.
Målskillnad används bland annat i Världsmästerskapet i fotboll för herrar från och med Världsmästerskapet i fotboll 1970 samt i engelska ligan från och med säsongen 1976/1977 då det ersatte tidigare metoden med målkvot. Målkvoten beräknades för ett lag genom att dividera lagets totala antal gjorda mål med dess totala antal insläppta mål. Ett lag som har gjort 24 mål och släppt in 20 har målkvoten 1,2 (24 dividerat med 20). Vid lika antal poäng placeras det lag med den högre målkvoten först.
Målskillnad har numera i de flesta sammanhang ersatt målkvot, då målkvot anses premiera defensivt spel eftersom vid konstant målskillnad är den oberoende av antalet mål medan målkvoten blir högre ju färre mål som gjorts. Till exempel ger resultaten 3–2 och 4–3 båda målskillnaden 1 men målkvoterna 1,5 respektive 1,3. För att använda målskillnad vid avgörande och ändå premiera offensivt spel kan avgörandet göras med flest gjorda mål om målskillnaden är lika.